# Jílové u Prahy (stacja kolejowa)
Jílové u Prahy – stacja kolejowa w miejscowości Jílové u Prahy, w kraju środkowoczeskim, w Czechach. Znajduje się na wysokości 300 m n.p.m.
Jest zarządzana przez Správę železnic. Na stacji istnieje możliwość zakupu biletów i rezerwacji miejsc.

## Linie kolejowe
- 210 Praha - Vrané nad Vltavou - Čerčany